# Skagen Kirke
Skagen Kirke er en kirke beliggende i Skagen by. Den er oprindeligt opført 1841 efter tegninger af overbygningsdirektør C.F. Hansen, uden at C.F. Hansen nogensinde selv havde besøgt byen. Den blev senere ombygget og udvidet i 1909-10 af Ulrik Plesner og Thorvald Bindesbøll, hvorved bl.a. tårnet og det markante barokinspirerede spir kom til. C F Hansens interiør forblev uændret mht. pulpituret, men derudover fik Thorvald Bindesbøll helt frie hænder. Kirkens lysestager er oprindeligt fra Den tilsandede Kirke.
Efter Kommunalreformen (2007) ligger kirken i Frederikshavn Kommune, tidligere var kirken beliggende i Skagen Kommune.
Den nuværende kirke i Skagen blev bygget ca. 50 år efter nedlæggelsen af Sct. Laurentii Kirke (Den tilsandede Kirke). Den kendte arkitekt, C.F. Hansen, tegnede kirken i 1841 uden at have været i Skagen, og kirken var allerede fra starten alt for lille til byens meget religiøse befolkning, så mange måtte stå uden for kirken (i folkemunde kaldet Spurven) og høre gudstjenesterne.
Senere - i 1910 - udvidede arkitekt Ulrik Plesner kirken, så den blev længere og højere (med balkon), og den fik det tårn, som skagboerne havde manglet ved C.F. Hansens kirke. Der er nu plads til 600 kirkegængere i Skagen Kirke.
Selve apteringen stod arkitekt Thorvald Bindesbøll for, lige fra bænke og prædikestol til knæfaldet og rammen om Joakim Skovgaards alterbillede.
Da Bindesbøll var meget optaget af symmetri, er kirken fuldstændig ens i højre og venstre side (bortset fra døren til Sakristiet, som der jo kun er et af). Det betyder, at prædikestolen og døbefonden står midt for alteret. Og åbner man dørene, kan man se flagstangen udenfor på samme linje.
De to søjler på hver side af alteret er af italiensk marmor, udført i Italien. Målene blev sendt til Italien i danske tommer, ca. 2,62cm men blev her udført i engelske tommer, 2,54cm. Det manglende stykke blev, da fejltagelsen blev opdaget i Skagen, derfor udført i træ, bemalet som marmor og anbragt øverst på søjlerne, så disse kunne "nå" loftet.
Helt specielt ved Skagen Kirke er altertæppet. Tegnet af Bindesbøl, der fik sin søster til at sætte det i korssting, hvorefter det blev broderet af lokale kvinde i Skagen.
Efter 50 år var altertæppet imidlertid blevet så slidt, at man fik syet et nyt, også af Skagens damer, inklusive Dronning Alexandrine, der tilbragte somrene i Skagen, Efter yderligere 60 år var den gal igen, og 60 damer og et par enkelte mænd syede tæppet endnu engang i forbindelse med Skagens 600 års købstadsjubilæum i 2013. Hendes Majestæt Dronning Margrethe ville gerne gå i sin farmors fodspor og sy med på tæppet, men det kneb med tiden, så da Majestæten var i Skagen på officielt besøg i forbindelse med købstadsjubilæet, var der lige afsat tid til - under overværelse af brodøser og inviterede honoratiores - at sy de sidste 10 sting på tæppet i kirken.
På kirkens ydermur - ved kirketårnet - findes i øvrigt som bronzerelief en mindetavle i bronze for omkomne redningsfolk ved briggen Daphne af Göteborgs forlis i 1862. Relieffet er udført af billedhuggeren Andreas Paulsen.

## Eksterne kilder og henvisninger
- Skagen Kirke Arkiveret 13. juli 2019 hos  Wayback Machine hos nordenskirker.dk
- Skagen Kirke hos KortTilKirken.dk

- Wikimedia Commons har flere filer relateret til Skagen Kirke